# 波利亞納 (舍佩蒂夫卡區)
50°8′54″N 27°20′57″E / 50.14833°N 27.34917°E
波利亞納（烏克蘭語：Поляна），是烏克蘭的村落，位於該國西部赫梅利尼茨基州，由舍佩蒂夫卡區負責管轄，面積0.185平方公里，海拔高度261米，2023年該村落人口665。